# Smyk (zemědělský nástroj)
Smyk je zemědělský nástroj sloužící ke smykování. Je vlečen za traktorem a jeho hlavní funkcí je urovnání povrchu ornice po orbě, snižování hroudovitosti a vláčení a prokypření půdy. Pojezd po poli je šikmo na pojezd tažného zařízení tak, aby došlo co k největšímu shrnutí a aby se eliminoval odpor na traktor.

## Rozdělení smyků
- trámové – jsou tvořeny dřevěnými trámy, které jsou vlečeny po svých hranách. Proto se někdy hrany oplechovávají železnými pláty,
- prstenové – jsou tvořeny několika železnými kruhy či pneumatikami položenými naplocho,
- deskové – funkční částí hrana desky.
- kombinované